# Lenguas drávidas septentrionales
Las lenguas drávidas septentrionales o dravídicas septentrionales son una rama propuesta para de las lenguas dravídicas formada por el brahui, el kurukh, el malto y las variedades de malto.

## Comparación léxica
Los numerales en diferentes lenguas drávidas septentrionales:
| GLOSA | Brahui        | Kurukh-Malto | Kurukh-Malto | PROTO- DRAV. SEPT. | PROTO- DRAVÍDICO |
| GLOSA | Brahui        | Kurukh       | Malto        | PROTO- DRAV. SEPT. | PROTO- DRAVÍDICO |
| ----- | ------------- | ------------ | ------------ | ------------------ | ---------------- |
| '1'   | asiʈː         | oɳɖ          | ort / -ond   | *or-               | *oru-~ *ōr-      |
| '2'   | iraʈː         | eɳɖ /eɳɽ     | irw          | *ir-               | *iru-~ *īr-      |
| '3'   | musiʈː        | muːnd        | (t̪iːn)       | *mur-              | *muv-~ *mū-      |
| '4'   | (čaːr)        | naːx         | (čaːr)       | ?                  | *nāl             |
| '5'   | (panč)        | (pač-)       | (pãč)        | ?                  | *cayN-           |
| '6'   | (šaš)         | (soy-)       | (so)         | ?                  | *caŗu-~ *cāŗ-    |
| '7'   | (ˀapt / ˀaft) | (saːy-)      | (sat̪)        | ?                  | *er̤u-            |
| '8'   | (ˀašt)        | (aːx)        | (aʈ)         | ?                  | *eţţu~ *eņ-      |
| '9'   | (noːˀ)        | (naːy-)      | (nau)        | ?                  | *oṉ-pak-tu       |
| '10'  | (daʔ)         | (doy-)       | (d̪as)        | ?                  | *pak-tu          |
Las formas entre paréntesis son préstamos indoiranios.